# Kōshaku Reijō no Tashinami
Kōshaku Reijō no Tashinami (公爵令嬢の嗜み lit. Logros de la hija del duque?), conocido como Accomplishments of the Duke's Daughter en inglés, es una serie de novelas ligeras escritas por Reia e liustradas por Futaba Hazuki. La serie se publicó inicialmente por cuenta propia en Shōsetsuka ni Narō a partir del 7 de febrero de 2015 y Fujimi Shobo comenzó a publicar una versión de novela ligera en noviembre del mismo año. La novela web terminó el 3 de septiembre de 2017 y la novela ligera final se lanzó en diciembre de 2018.
Se lanzó una adaptación al manga con el mismo nombre a través de Young Ace UP, la revista web gratuita de cómics de Young Ace. A partir del 22 de diciembre de 2015 y actualmente está siendo lanzado en inglés por Seven Seas Entertainment. El autor ha lanzado varias series derivadas como novelas web.

## Argumento
Una joven oficinista japonesa muere en un accidente automovilístico. Después de perder el conocimiento, se despierta en otro mundo en el cuerpo de Iris Lana Armelia, la antagonista del videojuego otome You Are My Princess, que había estado jugando antes de su muerte. Para su sorpresa, descubre que se ha reencarnado en el momento exacto en que el ex prometido de Iris, el príncipe Edward, la confronta frente a toda la escuela por su acoso a Yuri Neuer, la hija ilegítima de un barón y la heroína del juego. Pensando rápido, Iris logra salir de la escuela con su dignidad intacta y al regresar a casa, también es capaz de evitar ser enviada a un convento, el destino del Iris original. Impresionado por su pensamiento racional, el padre de Iris, el duque Louis de Armelia, la deja en control del feudo de Armelia en lugar de su hermano Berne, quien es uno de los partidarios de Edward y también está enamorado de Yuri.
A medida que avanza la serie, Iris usa el conocimiento de su vida anterior para lograr cambios importantes y positivos en su feudo y en el reino, como el concepto del banco y educación para los plebeyos que de otro modo no recibirían educación. También presenta productos comerciales que no existían anteriormente o que solo estaban disponibles en forma cruda, como el chocolate y los cosméticos, yendo tan lejos como para comenzar su propia corporación exitosa. Esto atrae una atención tanto positiva como negativa a Iris, su familia y el feudo, especialmente a Edward, porque este se enfurece con ella, quien quería que fuera severamente castigada. También se muestra que Iris no fue responsable de todo el acoso reclamado por Yuri, ya que solo había difundido rumores y hecho comentarios negativos, y que Iris era una persona mucho más amable que la retratada en la historia del juego. Además, se muestra que la personalidad de Yuri posiblemente sea una fachada, ya que es una espía extranjera enviada para perturbar el reino y planea agotar a propósito las finanzas del reino a través de Edward bajo el disfraz de caridad para debilitarlo contra una inminente invasión.
Iris se encuentra a sí misma y a su familia atrapadas en medio de una crisis de sucesión por el trono, ya que hay una facción vocal de personas que apoyan al hermano mayor de Edward, Alfred, quien se informa que viaja para obtener más apoyo y para evitar el asesinato de su madrastra, la madre de Edward.

## Personajes

### Principales
Iris Lana Armelia (アイリス・ラーナ・アルメリア?)
La protagonista principal y primera hija del Duque y Primer Ministro, Louis de Armelia. Fue una joven oficinista contadora japonesa en su vida pasada antes de morir en un accidente automovilístico y ser reencarnada en su cuerpo. La versión del juego de Iris fue retratada como una villana que fue enviada a un convento como resultado de sus acciones. La versión real de Iris se muestra más generosa y amable, ya que ha hecho todo lo posible para rescatar a varios niños de morir en la pobreza extrema y darles trabajos como sirvientes en su mansión. Aunque se las ha arreglado para evitar que la envíen a un convento, Iris fue expulsada de la escuela y enviada a su feudo, donde actúa como su señora interina debido al apoyo de su hermano a las acciones de Edward. Cuando está fuera de la mansión, usa el alias de Alice.
Alfred Dean Tasmeria (アルフレッド・ディーン・タスメリア?) / Dean (ディーン?)
El primer príncipe de Tasmeria y aunque no estuvo presente en la trama del videojuego otome, fue mencionado en algunos segmentos. Algunos de sus seguidores quieren que ascienda al trono, ya que ven a Edward como una carga demasiado pesada para confiar en tanto poder. El príncipe pasa gran parte de su tiempo fuera de la capital real debido al riesgo de ser asesinado por su madrastra, quien lo ve tanto a él como a su hermana pequeña (que fueron dadas a luz por la primera reina) como una amenaza para su medio hermano la capacidad de Edward para gobernar. Pasa gran parte de su tiempo bajo el alias de Dean y trabajando para Iris, a quien finalmente llega a amar.

### Hogar de los Armelia
Berne Darshi Armelia (ベルン・ターシ・アルメリア Berun Tashi Arumeria?)
El primer hijo heredero de la Casa Armelia y hermano menor de Iris. Es uno de los objetivos de captura en el juego, mientras que en la versión actual, estuvo presente cuando Edward confrontó a Iris y apoyó sus acciones, llegando a denunciarla públicamente también. Estas acciones le cuestan gran parte del respeto de sus padres y, como resultado, Iris es nombrada señora interina en lugar de él. Al principio está indignado y resentido por las acciones de su padre, pero llega a respetar a su hermana después de presenciar la cantidad de tiempo y trabajo duro que ella ha dedicado al trabajo. Esto, junto con un regaño de su padre por descuidar sus responsabilidades, también hace que Berne vea a Yuri de una manera diferente después de que ella sugiera desmantelar la fuerza militar para financiar comidas para los pobres. Después de comenzar a apoyar a su hermana y a su familia, su amor por Yuri se destruye.
Louis de Armelia (ルイ・ド・アルメリア Rui Do Arumeria?)
El Primer Ministro, Duque de Armelia y el padre de Iris y Berne. Él proviene de una larga línea de primeros ministros, apoya a la familia real y les da toda clase de consejos, siendo considerado como un administrador competente y un padre cariñoso. Estaba en contra de que Iris se casara con Edward porque les daría demasiado poder político y pondría en riesgo a su familia. No quiere que su hija se vea atrapada en la agitación política, por lo que espera que abandone la sociedad aristocrática. Su intención es ayudarla, pero quiere verla hacer cosas divertidas, por lo que le da el papel de líder sustituta de su feudo.
Merellis Reiser Armelia (メルリス・レゼ・アルメリア Merurisu Reze Arumeria?)
La Duquesa de Armelia, esposa de Louis y madre de Iris y Berne. Es conocida como la "flor de la sociedad" y posee una gran influencia entre la nobleza. En el pasado, entrenó con la espada para vengarse de los malvados que mataron a su madre. Su dedicación y entusiasmo por las habilidades demuestran su determinación. Después de que su objetivo de venganza desapareciera, encontró un nuevo motivo para proteger a las personas importantes para ella y empieza a ayudar a apoyar las empresas comerciales de Iris.
Tanya (ターニャ?)
La sirvienta personal de Iris quien esta la rescató de la pobreza cuando ella tenía hambre. Su nombre fue recibida por su ama, debido al nombre de una personaje princesa de literatura que ella misma había leído. Desde entonces, Tanya comenzó a trabajar como sirvienta y siempre ha estado al lado de Iris, incluso después de romper el compromiso de su ama con Edward (mediante su odio por él). Había empezado a tomar lecciones de entrenamiento de combate para proteger a Iris de cualquier daño y es muy sobreprotectora con su ama después de verla lo feliz nuevamente luego de tanto tiempo juntas.
Lyle (ライル?)
Guardaespaldas personal de Iris y el antiguo hijo ilegítimo del conde Menzel. Su madre pebleya se había ganado el afecto de un hombre con edad suficiente para ser su padre e hizo ganarse la ira de la esposa del conde y terminó siendo asesinada. Él mismo estuvo a punto de morir, pero Iris lo rescató sin saberlo. Quería venganza y decidió unirse a la caballería para recibir entrenamiento para convertirse en un espléndido caballero. Tras la fundación de la Corporación Azuta, Lyle y Dida pasan a formar parte de la fuerza de seguridad.
Dida (ディダ?)
Guardaespaldas personal de Iris y amigo de la infancia de Lyle. En una ocasión durante su infancia, fue compañero de otro niño llamado Terry en los barrios bajos y ambos estaban lo suficientemente desesperados como para involucrarse con la gente equivocada. Al sospechar de las personas para las que trabajaban, trató de convencer a Terry de que se escaparan juntos, pero él se negó y Dida decidió a regañadientes ir con Terry a un trabajo, pero todo salió mal. Al separarse de Terry, tuvo un encuentro casual con Iris y a pesar de sus antecedentes, Iris insistió obstinadamente en permitirle convertirse en miembro de la casa. A diferencia de sus compañeros de servicio, tenía la costumbre de referirse a Iris como princesa porque así era como la veía. Tras recibir entrenamiento en la espada junto a Lyle, finalmente se convirtió en un sirviente de los Armelia y luego en miembro de fuerza de seguridad de la Corporación Azuta. Actualmente, logra casarse con Tanya y ambos esperan su hijo.
Rehme (レーメ?)
Bibliotecaria de la biblioteca familiar de Armelia y una de los siete niños que Iris la recogió en los barrios marginales. Es leal a Iris y tiene una gran sed de conocimiento, ya que le fascina leer libros. Al ser una plebeya, no pudo asistir a la escuela y leía libros en la biblioteca. Su entusiasmo le permitió leer la historia de los aproximadamente 100 años del feudo de Armelia.
Sebastian (セバス?)
El mayordomo de la familia Armelia y de Iris. Es también su sirviente personal y se enorgullece de servir a la Casa del Duque de Armelia durante generaciones. Su trabajo consiste en administrar la mansión y el feudo en lugar de Louis, quien está ocupado en la capital real la mayor parte del tiempo. Cuando Iris aceptó el puesto de representante del señor feudal, él tenía la impresión de que ella le dejaría todo a él, pero se equivocó y revolucionó muchos de los trabajos y estableció la Corporación Azuta. Él quedó lo suficientemente impresionado como para poner a prueba sus viejos huesos, si podía seguirle el ritmo y ayudarla al máximo.
Sei (セイ?)
Lacayo de la familia Armelia, especialmente para Iris y uno de los siete niños que fueron recogidos por Iris en los barrios marginales. Es el aprendiz de Sebastian y aspira a ser un mayordomo como él, pero Iris lo pone a cargo de la Corporación Azuta y también envía mensajes a través de palomas mensajeras.
Moneda (モネダ?)
Jefe contador adjunto del gremio de comerciantes y uno de los siete niños que Iris rescató de los barrios marginales. Es estricto con sus obligaciones y no le gustan las conversaciones ociosas. Quiere que su trabajo le suponga un reto y no mezcla sus sentimientos personales con el trabajo. Aunque está en deuda con Iris, no quiere hacer nada que pueda implicar su trabajo. Sin embargo, las ideas de Iris lo sorprenden y se une a ella para reformar el feudo.
Merida (メリダ?)
Una de las cocineras de la familia Armelia y una de los siete niños que fueron recogidos por Iris en los barrios marginales. Su deseo de ser cocinera después de ser rescatada por Iris la llevó a convertirse en una de ellas, llegando a ser la persona que cocina las comidas de Iris en tiempos de su dieta y se volvió capaz de hacer cualquier pedido extraño de comida a Iris. En otras palabras, ella es una cocinera espléndida. Fue la primera en introducir muchos de los productos de la Corporación Azuta siguiendo las instrucciones de su ama.

### Familia real de Tasmeria
Leticia Tasmeria (レティシア・タスメリア Retishia Tasumeria?)
La primera princesa de Tasmeria, hermana de Alfred y la media hermana de Edward, siendo la tercera en la línea de sucesión. Es una persona relativamente silenciosa pero hábil. Su habilidad y destreza para hacer trámites burocráticos es elogiada incluso por el propio Louis. También es una buena negociadora, ya que logra convencer a su hermano Alfred para que le permita ver la ciudad.
Iria Fons Tasmeria (アイーリャ・フォン・タスメリア?)
La actual reina viuda de Tasmeria y abuela de Alfred, Edward y Leticia. Anteriormente fue una vez la reina que dominó este reino. Esto se debió a que cuando murió su hermano mayor, el príncipe heredero, se convirtió en la única descendiente directa de la familia real. Sin embargo, como no había precedentes de que una mujer ocupara el trono, se casó con un duque y lo hizo asumir el papel de rey. Ella apoya a Alfred como el próximo rey, ya que no está convencida de que Edward sea un gobernante sabio. La reina viuda tiene una presencia política y social extremadamente fuerte.
Rey de Tasmenia (タスメリア国王 Tasumeria no Ō?)
El hijo de la reina viuda, exesposo de la consorte legal Sharia y actual esposo de la concubina Ellia. En el pasado, se enamoró inesperadamente de Sharia y usó la fuerza bruta para abolir todas las objeciones a convertirla en su reina, lo que resultó en el delicado equilibrio actual. Después de perder a Sharia, se volvió incapaz de moverse o pensar y perdió toda la voluntad de vivir, lo que permitió que Ellia (quien fue la responsable de matar a Sharia) y su familia del marqués Marea ganaran lentamente el control del reino y convertirlo en su títere sin vida al casarse con él y desterrar a Alfred y Leticia lejos de su reino. Aunque no había ningún problema de salud, su salud claramente se estaba deteriorando y la información se mantuvo en secreto dentro de la familia Marquis. Aunque estaba previsto que se recuperara con el tiempo, llegó a un punto en el que no pudo durar ni un mes. No estaba claro si se debió a su depresión o a un intento de asesinato por parte de la familia Marquis y Ellia, que querían que Edward ascendiera al trono.

### Antagonistas
Edward Tone Tasmeria (エドワード・トーン・タスメリア?)
El segundo príncipe y ex prometido de Iris con quien rompió su compromiso al proponerle matrimonio a Yuri. La interpretación de Edward en el videojuego contrasta fuertemente con su personalidad real, que es exaltada e impulsiva. Esto hace que muchos lo vean como una mala elección para el rey, ya que creen que es incapaz de tomar decisiones sabias para el reino. Estos temores se ven exacerbados por su relación con Yuri, ya que no ve el hecho de que los gastos de Yuri, junto con los de la reina, han agotado casi por completo las finanzas del reino. Su odio por Iris también es un factor, ya que está dispuesto a alienar e incluso destruir su ducado para buscar venganza, lo que tendría repercusiones negativas duraderas para todo el reino y los pondría en riesgo.
Ellia Marea (エルリア・マリエラ?)
La malvada madre de Edward y madrastra de Alfred y su hermana menor Leticia. Anteriormente era la concubina del rey y es hija del marqués Marea, mientras que la esposa legal del rey era hija de un conde. Más tarde, la esposa legal murió misteriosamente y se rumoreó que fue culpa suya. Ella ascendió a ser la siguiente reina de Tasmeria y poco a poco fue desarrollando poder; el rey y Leticia se amaban entre sí en el pasado, pero cuando sus emociones se volvieron agrias, ambos se odiaron más que nadie. Apoyaba a que su hijo Edward fuera el próximo rey, pero Alfred llegó justo a tiempo y la arrestó por sus crímenes para finalmente, hacer que ella y la familia del marqués sean condenados a muerte por decapitación.
Yuri Neuer (ユーリ・ノイヤー?)
La protagonista principal del videojuego otome You Are My Princess, la prometida principal de Edward y amiga de Berne. En el juego, es representada como una joven tímida e inocente; mientras que en la versión actual, se demuestra que esto es una artimaña, ya que en realidad es bastante astuta y una hábil manipuladora que sabe alimentar el ego de los demás. En realidad, fue enviada por los enemigos de Tasmeria para servir como espía y perturbar el reino desde adentro para que pudiera ser conquistado. Elogia a aquellos a quienes considera beneficiosos para su causa y sus palabras han hecho que personas orgullosas e insulsas caigan instantáneamente en sus redes, ganándose a sus aliados para sus maquinaciones. Ella ve a todos como herramientas para su beneficio y nunca dudó en deshacerse de ellos cuando ya no le eran de utilidad.  Le guarda un profundo rencor a Iris por haber nacido adinerada y hermosa mientras que ella fue abandonada en la calle.

### Otros personajes
Van Lutasha (ヴァン・ルターシャ?)
Un sacerdote e hijo de Wilmotz Lutasha, el Papa de la religión Darryl y fue partícipe en la humillación de Iris frentea la academia. En el juego original, se lo describió como uno de los posibles intereses amorosos de Yuri, pero su historia de fondo no se desarrolló con mucha profundidad. En la versión actual, era realmente ingenuo con respecto al mundo real y a pesar de esto, se vuelve un fanático de los productos de la Corporación Azuta, sin saber que realmente era la misma Iris quien lo fundó. Después del fallido intento de ex comunión de la familia Armelia y de que se expusiera la corrupción de su padre, su línea de sucesión para ser el próximo Papa quedó arruinada y se inició un nuevo método para elegir al próximo Papa, pero su séquito lo abandonó por completo y Yuri lo miró con frialdad. Decidió difundir la noticia de que Iris cooperaba con los malvados Boltiques para explotar a la gente y trató de hacer de Dawson un testigo, para que luego pudieran prepararse para encender la mecha de la indignación. Al final, el complot de Van y sus seguidores fue desbaratado y fueron arrestados, sufriendo el mismo destino de su padre.
Dorssen Kataberia (ドルッセン・カタベリア?)
El hijo del comandante de la Guardia Real y uno de los posibles intereses amorosos de Yuri. Anteriormente formaba parte de la facción de Edward y tiene un gran orgullo de ser el heredero que iba a ser Guardia Real y prefirió entrenar con caballeros que ir a la escuela de magia. Inicialmente está enamorado de Yuri, pero se desilusiona con ella con el tiempo, puesto que sus sentimientos le habían cegado tanto que no vio las cosas obvias que tenía frente a él y a pesar de haber asistido a la academia, la evitó para no relacionarse con ella. Es un gran trabajador y comprometido con las artes marciales y es de comportamiento tranquilo, reservado y tuvo muchos problemas para integrarse. Quería saber más sobre Iris, ya que no sabía nada sobre ella antes de ese incidente, por lo que quería reevaluarla y también sus acciones. Después de haberla conocido, no pudo pedirle sus disculpas, ni le podrían devolverle las tierras que le arrebataron y finalmente, decide abandonar su territorio y retirarse de la orden de caballeros, provocando que fuera repudiado por su familia.

## Medios

### Novela
Kōshaku Reijō no Tashinami  se publicó inicialmente a través del sitio web de Shōsetsuka ni Narō. La serie se compone de 265 capítulos que comienzan el 7 de febrero de 2015 y finalizan el 3 de septiembre de 2017. La serie fue popular y tuvo más de 145 millones de páginas vistas.

### Novela ligera
A partir de noviembre de 2015, Fujimi Shobo comenzó a publicar una versión en novela ligera de la serie sobre la novela ligera Imprint Kadokawa Books. La serie de novelas ligeras se completó en diciembre de 2018 con ocho volúmenes. La serie fue popular en Japón y vendió aproximadamente 500.000 copias. Seven Seas Entertainment también ha obtenido la licencia de las novelas ligeras, y el primer volumen se publicó en forma impresa en julio de 2021.

### Manga
Una adaptación del manga de los logros de la hija del Duque por Suki Umemiya comenzó a publicarse en la página web Ace Young de Kadokawa Shoten a partir del 22 de diciembre de 2015. El primer volumen de la serie fue lanzado al año siguiente el 10 de septiembre de 2016. La serie tiene licencia en inglés de Seven Seas Entertainment y el primer volumen se lanzó el 7 de agosto de 2018.

## Recepción
Anime News Network revisó el primer volumen de la adaptación del manga y le dio una calificación general de C +, indicando que era una "versión interesante del género isekai, los planes de Iris son sólidos, un buen elenco de personajes", pero que la "adaptación se siente como una condensación de las novelas, poco trabajo de personajes".